# Chameau (papillon)
Notodonta dromedarius
Pour les articles homonymes, voir Chameau (homonymie).
Espèce
Le Chameau, Notodonta dromedarius, est une espèce d'insectes lépidoptères, un papillon de nuit de la famille des Notodontidae, de la sous-famille des Notodontinae et du gente Notodonta.

## Caractéristiques
- Répartition : Europe.
- Envergure du mâle : 18 à 20 mm.
- Période de vol : deux générations de mai à septembre.
- Habitat : bois et prairies jusqu’à 2 400 m.
- Plantes-hôtes : divers feuillus comme Salix, Betula, Corylus, etc.

## Source
- P.C. Rougeot, P. Viette, Guide des papillons nocturnes d'Europe et d'Afrique du Nord, Delachaux et Niestlé, Lausanne 1978.